# Manakin de Bokermann
Antilophia bokermanni
Espèce
Répartition géographique
Statut de conservation UICN

 CR B1ab(i,ii,iii,v);C2a(ii) : 
En danger critique
Le Manakin de Bokermann (Antilophia bokermanni), dit aussi Manakin d'Araripe, est une espèce de passereaux de la famille des pipridés. Endémique de la microrégion de la Chapada do Araripe, dans l'État de Ceará au Brésil, l'espèce est considérée comme en danger critique d'extinction par l'Union internationale pour la conservation de la nature qui l'a placée dans la liste des 100 espèces les plus menacées au monde établie en 2012. D'après Alan P. Peterson, c'est une espèce monotypique.

## Systématique
L'espèce Antilophia bokermanni a été décrite en 1998 par les ornithologues brésiliens Coelho (d) et Silva (d).

## Étymologie
Son épithète spécifique, bokermanni, ainsi que son nom vernaculaire, lui ont été donnés en l'honneur de l'herpétologiste et ornithologue brésilien Werner Carl August Bokermann (1929-1995).

## Description
L'holotype d’Antilophia bokermanni, un mâle adulte, mesure 155 mm de longueur totale. Son plumage est majoritairement blanc avec les rémiges et les rectrices noires. 

## Distribution et habitat
Cette espèce est endémique de la Chapada do Araripe dans le Sud du Ceará dans la région du Nordeste brésilien. Ce plateau mesure seulement cinquante kilomètres de long sur un kilomètre de large. Cette formation géologique supporte une savane arborée en son sommet tandis que sur ses pentes au nord exposées au flux d'humidité des alizés du nord-est, croit une forêt humide riche en palmiers qui contraste avec la végétation sèche de la plaine environnante,.
Il serait menacé par l'extension de la station thermale Balneário do Caldas.

## Le Manakin de Bokermann et l'Homme

### Menaces
Elle fait partie de la liste des 100 espèces les plus menacées au monde établie par l'UICN en 2012.

## Publication originale
- (en) Galileu Coelho et Weber Silva, « A new species of Antilophia (Passeriformes: Pipridae) from Chapada do Araripe, Ceará, Brazil », Ararajuba, vol. 6, no 2,‎ décembre 1998, p. 81-84 (ISSN 0103-5657, lire en ligne).